# Řád rovníkové hvězdy
Řád rovníkové hvězdy (francouzsky: Ordre de l'Etoile Equatoriale) je nejvyšší státní vyznamenání Gabonské republiky. Udílen je za vojenské či civilní zásluhy při službě národu.

## Historie
Řád byl založen dne 6. srpna 1959, tedy ve stejném roce, v němž byly podniknuty první kroky k získání nezávislosti na Francii, které Gabon dosáhl následujícího roku. Vznik řádu tak formálně potvrdil komisař francouzské vlády. Řád byl vytvořen s cílem ocenit vojenské či civilní zásluhy při službě národu, stejně jako činy odvahy a obětavosti.

## Insignie
Řádový odznak má tvar šesticípé žlutě smaltované hvězdy. Mezi jednotlivými cípy jsou tři modře smaltované okvětní lístky. Uprostřed hvězdy je kulatý zlatý medailon s ženskou hlavou z profilu. Medailon obklopuje modře smaltovaný kruh se zlatým nápisem REPUBLIQUE GABONNAISE (Gabonská republika). Zadní strana je matná s vyobrazením gabonské státní vlajky. Kolem vlajky je modře smaltovaný kruh s nápisem UNION • TRAVAIL • JUSTICE. Ke stuze je odznak zavěšen pomocí přívěsku v podobě zeleně smaltované vavřínové koruny.
Řádová hvězda má tvar zářící hvězdy, na které je položen vavřínový věnec. Na věnci je žlutě smaltovaná hvězda s medailonem uprostřed, která svým vzhledem odpovídá odznaku. V případě velkokříže je hvězda zlatá o průměru 70 mm a v případě velkodůstojníka stříbrná o průměru 62 mm.
Stuha je červená se třemi tenkými pruhy na obou stranách v barvě modré, žluté a zelené, které odpovídají barvám státní vlajky.

## Třídy
Řád je udílen v jedné speciální a pěti řádných třídách:
- řetěz – Řádový odznak se nosí na zlatém řetězu.
- velkokříž – Řádový odznak se nosí na široké stuze spadající z pravého ramene na protilehlý bok. Řádová hvězda je zlatá a nosí se nalevo na hrudi.
- velkodůstojník – Řádový odznak se nosí na stuze kolem krku. Řádová hvězda se nosí nalevo na hrudi a je stříbrná.
- komtur – Řádový odznak se nosí na stuze kolem krku. Řádová hvězda této třídě již nenáleží.
- důstojník – Řádový odznak se nosí zavěšen na stuze s rozetou nalevo na hrudi.
- rytíř – Řádový odznak se nosí zavěšen na stuze bez rozety nalevo na hrudi.

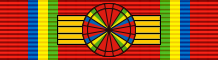
řetěz
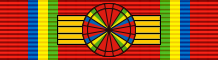
velkokříž
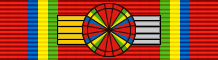
velkodůstojník
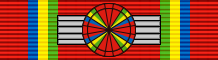
komtur
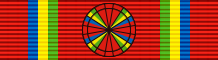
důstojník
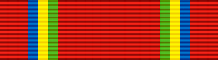
rytíř